# تاريخ سياسة الولايات المتحدة الخارجية (1829-1861)

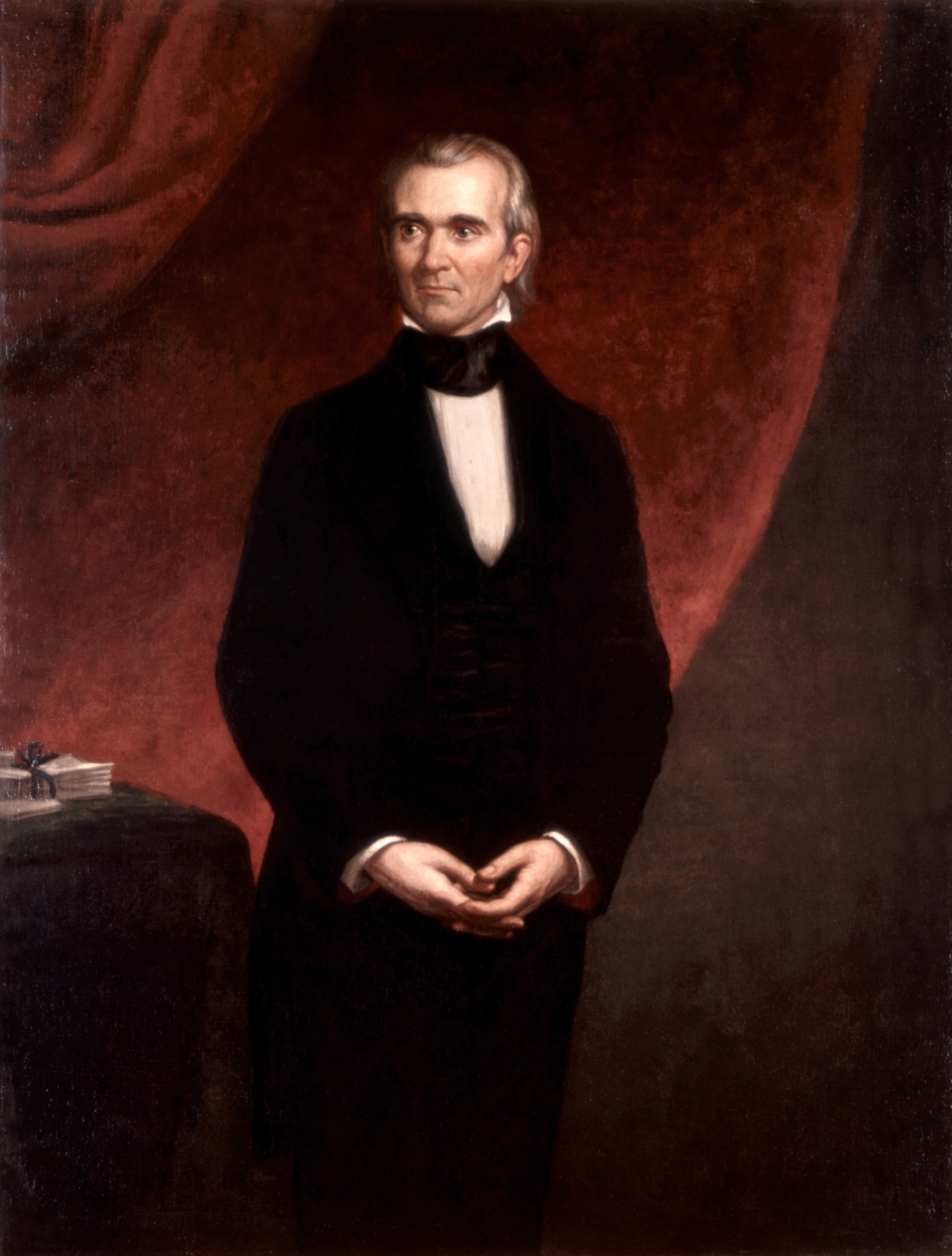

تاريخ السياسة الخارجية للولايات المتحدة 1829-1861 يرتبط بالسياسة الخارجية للولايات المتحدة خلال الإدارات الرئاسية لأندرو جاكسون ومارتن فان بورين وويليام هنري هاريسون وجون تايلر وجيمس كي. بولك وزاتشاري تايلور وميلارد فيلمور وفرانكلين بيرس وجيمس بوكانان. خلال هذه الفترة، ضمت الولايات المتحدة جمهورية تكساس وحصلت على التنازل المكسيكي من خلال هزيمة المكسيك في الحرب الأمريكية المكسيكية وتقاسمت مقاطعة أوريغون مع بريطانيا العظمى. بدأت الحقبة مع تنصيب جاكسون عام 1829، في حين أشارت بداية الحرب الأهلية الأمريكية في عام 1861 إلى بداية الحقبة الجديدة من تاريخ السياسة الخارجية للولايات المتحدة.
ركزت السياسة الخارجية للرئيس جاكسون على توسيع التجارة وتسوية مزاعم الفساد، وتوصلت إلى اتفاقية مع بريطانيا لفتح الموانئ الكندية والكاريبية أمام التجارة الأمريكية. بعد نيلها الاستقلال عن المكسيك في عام 1835، سعت جمهورية تكساس وراء ضمّها من قبل الولايات المتحدة، غير أن كلًا من الرئيس جاكسون والرئيس فان بورين عارضا الضم بسبب مخاوف من إثارة اضطراباتٍ إقليمية. تمت تسوية قضية تكساس من قبل العديد من أصحاب العبيد الأمريكيين، وعارض العديد من الشماليين المناهضين للعبودية إضافة دولة عبيد جديدة، وعارض آخرون الضم لاعتقادهم أنه سيفضي إلى حرب مع المكسيك. ومع ذلك، جعل الرئيس تايلر ضم تكساس الهدف الرئيسي لرئاسته، وباتت قضيةً أساسية في حملته الرئاسية في الانتخابات الرئاسية لعام 1844. بعد فوز بولك في الانتخابات، ضمت الولايات المتحدة تكساس، وأدى التوتر على الحدود بين تكساس والمكسيك إلى اندلاع الحرب المكسيكية الأمريكية في عام 1864. هزمت الولايات المتحدة المكسيك في الحرب وسيطرت على المقاطعات المكسيكية ألتا كاليفورنيا ونيومكسيكو عبر معاهدة غوادالوبي هيدالغو.
تصاعدت التوترات مع بريطانيا بعد اندلاع التمردات الكندية في عامي 1837-1838، إلا أن الرئيس فان بورين والجنرال وينفيلد سكوت تجنّبا الحرب على الرغم من عدة حوادث. في عام 1842، وافقت بريطانيا والولايات المتحدة على معاهدة وبستر-آشبورتون، وبالتالي حل العديد من القضايا الحدودية. اتفقت الدولتان على تقسيم ولاية أوريغون خط عرض ْ49 شمال في معاهدة أوريغون عام 1846. في عام 1853، اتخذت حدود الولايات الأمريكية المتجاورة شكلها الراهن عندما وافقت الولايات المتحدة والمكسيك على صفقة غادسدين. سعت إدارات الرؤساء بولك وبيرس وبيوكانان وراء السيطرة على مستعمرة كوبا الإسبانية، إلا أن المعارضة من قبل كل من إسبانيا والعناصر المحلية المناهضة للعبودية أكدت بقاء كوبا جزءًا من إسبانيا. وسّعت الولايات المتحدة نفوذها في المحيط الهادئ طوال أربعينيات وخمسينيات القرن التاسع عشر، وفي عام 1842 أعلن الرئيس تايلر أن الولايات المتحدة ستعارض الاستعمار الأوروبي لجزر هاواي. افتتحت بعثة بيري لعامي 1853-1854 التجارة مع اليابان وأطلقت العنان لاستعراش مييجي في نهاية المطاف.

## القيادة

### إدارة جاكسون 1829-1837
تولّى الديمقراطي أندرو جاكسون منصبه في عام 1829 بعد هزيمة صاحب المنصب الرئيس جون كوينسي آدامز في الانتخابات الرئاسية لعام 1828. اختار جاكسون مارتن فان بورين من نيويورك لمنصب وزير الخارجية البالغ الأهمية. عانت حكومة جاكسون الافتتاحية من الحزبية الحادة ونشر الشائعات، خاصةً بين وزير الحرب جون إيتون ونائب الرئيس جون سي. كالهون وفان بورين. في عام 1831، أصبح السيناتور  إدوارد ليفينغستون من لويزيانا وزيرًا للخارجية، وتولّى عضو الكونغرس السابق لويس ماكلين من ديلاوير منصب وزير الخزانة. مع بداية ولايته الثانية، نقل جاكسون مكلان إلى منصب وزير الخارجية. قدم مكلان استقالته في عام 1834 وحلّ محله جون فورسيث من جورجيا. بعيدًا عن قضية تكساس، خلت الشؤون الخارجية في عهد جاكسون من الأحداث الهامة بشكل عام، وتركزت السياسة الخارجية لإدارته على توسيع الفرص التجارية للتجارة الأمريكية.

### إدارة فان بورين 1837-1841
تولّى خليفة جاكسون المفضل، مارتن فان بورين، منصبه في عام 1837 بعد فوزه بالانتخابات الرئاسية لعام 1836. احتفظ فان بورين بالعديد من معيّني جاكسون، بمن فيهم وزير الخارجية جون فورسيث. على الرغم من منحه أعضاء حكومته مستوى عال من الحكم الذاتي، كان فان بورين منخرطًا على نحو وثيق في الشؤون الخارجية والمسائل المتعلقة بوزارة الخزنة.

### إدارات تايلر وهاريسون 1841-1845
في عام 1841 أصبح اليميني ويليام هنري هاريسون رئيسًا بعد هزيمة فان بورين في الانتخابات الرئاسية لعام 1840. توفّي هاريسون بعد شهر واحد من توليه المنصب وخلفه جون تايلر. في سبتمبر من عام 1841، قدم جميع أعضاء مجلس الوزراء استقالتهم ما عدا وزير الخارجية دانييل وبستر بعد تصويت تايلر على مشروع قانون لإعادة تأسيس مصرف وطني. مع إحباط جدول أعماله في الكونغرس، عمل تايلر مع وزير الخارجية وبستر لمتابعة سياسة خارجية طموحة. كافح وبستر من خلال دوره في الحزب اليميني وإدارة تايلر، وقدّم استقالته من مجلس الوزراء في نهاية المطاف في مايو 1843. حلّ أبيل أبشور محل وبستر كوزير للخارجية، وصب تركيزه على أولوية تايلر في ضم جمهورية تكساس. بعد مقتل أبشور في حادث بحري مطلع العام 1844، عيّن تايلر جون سي. كالهون وزيرًا للخارجية.

### إدارة بولك 1845-1849
تولّى الديمقراطي جيمس كي. بولك منصبه في عام 1845 بعد هزيمة اليميني هنري كلاي في الانتخابات الرئاسية لعام 1844. عيّن بولك جيمس بيوكانان وزيرًا للخارجية، احترم بولك رأي بيوكانان ولعب بيوكانان دورًا بارزًا في رئاسة بولك، إلا أن الإثنين غالبًا ما تصادما حول السياسة الخارجية والتعيينات. اتّبعت إدارة بولك سياسةً خارجية توسعية تركزت حول الاستحواذ على الأراضي الغربية.

### إدارات تايلر وفيلمور 1849-1853
تولّى اليميني زكاري تايلور منصبه في عام 1849 بعد هزيمة الديمقراطي لويس كاس في الانتخابات الرئاسية لعام 1848. طلب تايلور من جون جي. كريتيندن أن يشغل منصب وزير الخارجية، إلا أن كريتيندن أصر على شغل منصب حاكم كينتاكي الذي انتُخب له، وعيّن تايلر عوضًا عنه السيناتور جون م. كلايتون من ديلاوار، معاون مقرب من كريتيندن. افتقر كل من تايلر ووزير خارجيته، جون م. كلايتون، إلى الخبرة الدبلوماسية وتولّيا مناصبهما في وقت خلا من الأحداث الهامة من السياسة الأمريكية الدولية. سمحت نزعتهما القومية المشتركة لتايلر بأن يفوض كلايتون بمسائل السياسة الخارجية مع الحد الأدنى من الإشراف، على الرغم من عدم رسم سياسة خارجية حاسمة تحت إدارتهما. توفّي تايلر في عام 1850 وخلفه ميلارد فيلمور. قدّم جميع وزراء مجلس وزراء تايلر استقالتهم بعد وقت قصير من تولّي فيلمور لمنصبه. عيّن فيلمور دانييل وبستر وزيرًا للخارجية، وبات وبستر أهم مستشاري فيلمور. عيّن فيلمور إدوارد إيفيريت وزيرًا للخارجية بعد وفاة وبستر في عام 1852. 

### إدارة بيرس 1853-1857
تولّى الديمقراطي فرانكلين بيرس منصبه في عام 1853 بعد هزيمة اليميني وينفيلد سكوت في الانتخابات الرئاسية لعام 1852. عيّن بيرس ويليام إل. مارسي وزيرًا للخارجية، وكان مارسي قد شغل في السابق منصب وزير الحرب خلال ولاية الرئيس بولك. تماشت إدارة بيرس مع توجّه حركة أمريكا الشابة التوسعية، إذ قاد ويليام إل. مارسي المهمة بصفته وزيرًا للخارجية. سعى مارسي وراء تقديم صورة أمريكية جمهورية مميزة للعالم. أصدر تعميمًا أوصى فيه أن يرتدي الدبلوماسيون الأمريكيون «الزي البسيط للمواطن الأمريكي» بدلًا من الزي الدبلوماسي الموحد والمفصّل الذي كان يُرتدى في المحاكم الأوروبية، وأن يوظفوا المواطنين الأمريكيين فقط للعمل في القنصليات.